# S-ホルミルグルタチオンヒドロラーゼ
S-ホルミルグルタチオンヒドロラーゼ(S-formylglutathione hydrolase、EC 3.1.2.12)は、以下の化学反応を触媒する酵素である。
S-ホルミルグルタチオン + 水{\displaystyle \rightleftharpoons }グルタチオン + ギ酸
従って、基質はS-ホルミルグルタチオンと水の2つ、生成物はグルタチオンとギ酸の2つである。
この酵素は加水分解酵素に分類され、特にチオエステル結合に作用する。系統名は、S-ホルミルグルタチオンヒドロラーゼ(S-formylglutathione hydrolase)である。メタンの代謝に関与している。